# Kossougoudou
Kossougoudou, également orthographié Kossougdou, est une commune rurale située dans le département de Bogandé de la province de la Gnagna dans la région de l'Est au Burkina Faso.

## Géographie
Kossougoudou se trouve à 10 km à l'ouest de Bogandé et de la route nationale 18.

## Santé et éducation
Kossougoudou accueille un centre de santé et de promotion sociale (CSPS).